# Rublacedo de Abajo
Rublacedo de Abajo är en kommun i Spanien.   Den ligger i provinsen Provincia de Burgos och regionen Kastilien och Leon, i den norra delen av landet, 240 km norr om huvudstaden Madrid.